# Datyně
Datyně (Enkianthus; též zvaná zvonkovec nebo enkiantus) je rod rostlin z čeledi vřesovcovité. Jsou to stálezelené nebo opadavé, rychle rostoucí keře a malé stromy. Rod zahrnuje 13 druhů a je rozšířen v Asii. Areál zahrnuje východní Himálaj, Čínu včetně Tchaj-wanu, Japonsko a Indočínu.

## Původ jména
Latinské jméno enkianthus bylo vytvořeno ze dvou řeckých slov (znamená „těhotný květ“).

## Historie
Datyně „…je domovem v Japonsku a do Evropy byla poprvé dovezena v roce 1880…“, „…Do Evropy byla introdukována na přelomu 19. a 20. století, (…) do Čech byl první exemplář přivezen roku 1911 a vysazen byl v Průhonicích.“

## Popis
Rod tvoří opadavé nebo méně často stálezelené keře a malé stromy. Listy jsou jednoduché, střídavě postavené, jemně pilovité, zpravidla na koncích větví nahloučené, na podzim velmi výrazně červené, oranžové a žluté. Kvete v květnu až červnu. Obvykle datyně tvoří jednotlivé větve s terminálními okoličnatými nebo hroznovitými květenstvími, jen několik druhů má květy jednotlivě nebo v párech. Květ tvoří výrazná koruna se širokou škálou zvonkovitých až džbánkovitých tvarů. Tyčinky bývají ve dvou kruzích, jsou výrazně kratší než koruna a zploštělé. Na rozdíl od mnoha jiných rodů zůstává pyl zrnitý. Semena jsou obvykle okřídlená.

## Pěstování
Potřebuje velmi kyselou, humózní, lehkou a vlhčí půdu (rašelinu) a slunné stanoviště nebo případně i polostín. Datyně je mrazuvzdorná a jinak nenáročná.

### Poznámka
Datyně (Enkiantus perulatus) C.K.Schneid. vyžaduje oproti jiným méně vláhy.

## Zástupci
- datyně čínská (Enkianthus chinensis)
- datyně japonská (Enkianthus perulatus)
- datyně pilovitá (Enkianthus serrulatus)
- datyně přepadavá (Enkianthus cernuus)
- datyně přisedlá (Enkianthus subsessilis)
- datyně zvonkovitá (Enkianthus campanulatus)[7][8]

### Množení
Zimní nebo brzký jarní výsev, řízkování koncem léta, hřížení.

## Význam
Okrasná rostlina, hodí se do výsadeb spolu s jehličnany a vřesovištními rostlinami, případně nízkými kultivary vrby a břízy.